# 아파치요새
《아파치요새》(아파치要塞, 영어: Fort Apache)는 1948년 개봉한 미국의 서부 영화이다. 존 포드가 감독을 맡았으며, 제임스 와너 벨라의 소설 Massacre 가 영화의 원작이다. 영화 《황색 리본을 한 여자》, 《리오 그란데》와 함께 존 포드의 "기병 삼부작" 중 하나로, 그 중 첫 번째 작품이다.

## 출연

### 주연
- 존 웨인
- 헨리 폰다
- 존 아걸
- 셜리 템플
- 워드 본드